# John Paul Jones Arena
Die John Paul Jones Arena ist eine Mehrzweckhalle in der US-amerikanischen Stadt Charlottesville im Bundesstaat Virginia. Zu Basketballpartien stehen 14.593 Plätze zur Verfügung.

## Geschichte
Die Grundsteinlegung für das im Besitz der University of Virginia stehende Gebäude wurde am 30. Mai 2003 zelebriert. 2006 wurde die Arena fertiggestellt und am 1. August des Jahres eröffnet. Insgesamt beliefen sich die Konstruktions- und Baukosten auf rund 131 Millionen US-Dollar. Entworfen wurde die Halle von der Gruppe der VMDO Architects Incooperation. Die John Paul Jones Arena wird hauptsächlich für Sportveranstaltungen in den Disziplinen Basketball, Wrestling und Eiskunstlaufen genutzt. So wurde aus der Halle schon mehrfach WWE Monday Night Raw gesendet. Die Halle ist Heimstätte der Sportabteilung der University of Virginia, den Virginia Cavaliers, mit den NCAA-College-Basketballmannschaften der Frauen- und Männer.
Neben dem Sport finden verschiedene Veranstaltungen wie Konzerte, Familienshows, Ausstellungen, Messen und Versammlungen statt. In der Arena traten bereits national und international bekannte Künstler und Bands wie die Dave Matthews Band. Eric Clapton, Paul McCartney, The Police, The Eagles, Lady Gaga, Kenny Chesney, Jimmy Buffett, Justin Timberlake, Jay-Z, Elton John, Bruce Springsteen, Keith Urban, George Strait, The Dead, Phish, Jason Aldean und die Red Hot Chili Peppers auf.

## Name
Die Arena wurde nach dem Vater des Stifters Paul Tudor Jones benannt und nicht, wie manchmal irrtümlicherweise angenommen wird, nach einem der Begründer der US Navy oder dem Led-Zeppelin-Bassisten.